# 와이언도트 (오클라호마주)

와이언도트(Wyandotte)는 미국 오클라호마주 오타와군의 타운이다. 2010년 미국 인구 조사 기준 인구 수는 333명이다.
마이애미에서 남동쪽으로 19킬로미터 지점에 위치해 있다.

## 인구
| 인구조사              | 인구 | Note | %±     |
| --------------------- | ---- | ---- | ------ |
| 1900년                | 224  |      | —      |
| 1910년                | 255  |      | 13.8%  |
| 1920년                | 274  |      | 7.5%   |
| 1930년                | 271  |      | −1.1%  |
| 1940년                | 348  |      | 28.4%  |
| 1950년                | 242  |      | −30.5% |
| 1960년                | 226  |      | −6.6%  |
| 1970년                | 297  |      | 31.4%  |
| 1980년                | 336  |      | 13.1%  |
| 1990년                | 356  |      | 6.0%   |
| 2000년                | 363  |      | 2.0%   |
| 2010년                | 333  |      | −8.3%  |
| 2020년                | 488  |      | 46.5%  |
| U.S. Decennial Census |      |      |        |